# Ivan Perišić
Ivan Perišić (sinh ngày 2 tháng 2 năm 1989) là một cầu thủ bóng đá chuyên nghiệp người Croatia hiện đang thi đấu cho câu lạc bộ Eredivisie PSV Eindhoven và đội tuyển bóng đá quốc gia Croatia. Vị trí sở trường của anh là tiền vệ cánh, song anh còn có thể thi đấu tốt ở cả vị trí hậu vệ trái, tiền vệ tấn công và thậm chí là tiền đạo ở giai đoạn đầu sự nghiệp. Được đánh giá là một trong những cầu thủ xuất sắc nhất thế giới trong thế hệ của mình và là một trong những cầu thủ Croatia vĩ đại nhất mọi thời đại,  anh nổi tiếng nhờ lối chơi giàu tốc độ, sự khéo léo, khả năng xử lý bóng tốt và sự đa năng trong lối chơi.
Là một sản phẩm từ lò đào tạo trẻ của Hajduk Split và sau này là Sochaux, Perišić tạo dựng nên tên tuổi khi chơi cho Club Brugge, nơi anh giành danh hiệu vua phá lưới và cầu thủ xuất sắc nhất năm của Belgian Pro League năm 2011. Thành tích này giúp anh chuyển tới Borussia Dortmund, nơi anh giành danh hiệu Bundesliga 2011–12, trước khi ký hợp đồng trị giá 8 triệu euro với VfL Wolfsburg vào tháng 1 năm 2013. Anh ở lại đây hai năm rưỡi, giành DFB-Pokal 2015 trước khi chuyển tới Inter Milan với giá 16 triệu euro. Năm 2019, anh sang Bayern Munich dưới dạng cho mượn, giành cú ăn ba năm đó. Sau khi trở lại Inter Milan, anh giành thêm danh hiệu Serie A 2020–21, Siêu cúp Ý 2021 và Coppa Italia 2021–22.
Perišić có trận ra mắt chuyên nghiệp trong màu áo đội tuyển quốc gia Croatia vào năm 2011, từ đó anh đại diện cho đất nước tham dự bốn kỳ UEFA Euro (vào các năm 2012, 2016, 2020 và 2024) và ba kỳ FIFA World Cup (vào các năm 2014, 2018 và 2022). Anh giúp Croatia giành hạng nhì ở kỳ World Cup 2018 và hạng ba ở kỳ World Cup sau đó. Là một thành viên của thế hệ vàng thứ hai của bóng đá Croatia, Perišić là cầu thủ quốc gia ghi nhiều bàn thắng nhất trong các giải đấu lớn với 18 bàn thắng.

## Thống kê sự nghiệp

### Câu lạc bộ
Tính đến ngày 18 tháng 5 năm 2025 
| Câu lạc bộ           | Mùa bóng  | Giải đấu | Giải đấu | Cúp  | Cúp | Châu Âu | Châu Âu | Khác | Khác | Tổng cộng | Tổng cộng |
| Câu lạc bộ           | Mùa bóng  | Trận     | Bàn      | Trận | Bàn | Trận    | Bàn     | Trận | Bàn  | Trận      | Bàn       |
| -------------------- | --------- | -------- | -------- | ---- | --- | ------- | ------- | ---- | ---- | --------- | --------- |
| Roeselare (mượn)     | 2008–09   | 17       | 5        | 2    | 3   | –       | –       | 1    | 0    | 20        | 8         |
| Roeselare (mượn)     | Tổng cộng | 17       | 5        | 2    | 3   | –       | –       | 1    | 0    | 20        | 8         |
| Club Brugge          | 2009–10   | 33       | 9        | 2    | 0   | 8       | 4       | –    | –    | 43        | 13        |
| Club Brugge          | 2010–11   | 37       | 22       | 1    | 0   | 8       | 0       | –    | –    | 46        | 22        |
| Club Brugge          | Tổng cộng | 70       | 31       | 3    | 0   | 16      | 4       | –    | –    | 89        | 35        |
| Borussia Dortmund    | 2011–12   | 28       | 7        | 6    | 1   | 6       | 1       | 1    | 0    | 41        | 9         |
| Borussia Dortmund    | 2012–13   | 14       | 2        | 3    | 1   | 5       | 0       | 1    | 0    | 23        | 3         |
| Borussia Dortmund    | Tổng cộng | 42       | 9        | 9    | 2   | 11      | 1       | 2    | 0    | 64        | 12        |
| Wolfsburg            | 2012–13   | 11       | 2        | 0    | 0   | –       | –       | –    | –    | 11        | 2         |
| Wolfsburg            | 2013–14   | 33       | 10       | 5    | 1   | –       | –       | –    | –    | 38        | 11        |
| Wolfsburg            | 2014–15   | 24       | 5        | 2    | 1   | 9       | 1       | –    | –    | 35        | 7         |
| Wolfsburg            | 2015–16   | 2        | 1        | 1    | 0   | –       | –       | 1    | 0    | 4         | 1         |
| Wolfsburg            | Tổng cộng | 70       | 18       | 8    | 2   | 9       | 1       | 1    | 0    | 88        | 21        |
| Inter Milan          | 2015–16   | 34       | 7        | 3    | 2   | –       | –       | –    | –    | 37        | 9         |
| Inter Milan          | 2016–17   | 36       | 11       | 1    | 0   | 5       | 0       | –    | –    | 42        | 11        |
| Inter Milan          | 2017–18   | 37       | 11       | 2    | 0   | –       | –       | –    | –    | 39        | 11        |
| Inter Milan          | 2018–19   | 32       | 8        | 1    | 0   | 10      | 1       | –    | –    | 45        | 9         |
| Inter Milan          | 2020–21   | 32       | 4        | 4    | 0   | 6       | 1       | —    | —    | 42        | 5         |
| Inter Milan          | 2021–22   | 35       | 8        | 5    | 2   | 8       | 0       | 1    | 0    | 49        | 10        |
| Inter Milan          | Tổng cộng | 208      | 49       | 16   | 4   | 29      | 2       | 1    | 0    | 254       | 55        |
| Bayern Munich (mượn) | 2019–20   | 22       | 4        | 3    | 1   | 10      | 3       | –    | –    | 35        | 8         |

### Đội tuyển quốc gia
Tính đến ngày 18 tháng 6 năm 2023
| Đội tuyển quốc gia | Năm       | Số lần ra sân | Số bàn thắng |
| ------------------ | --------- | ------------- | ------------ |
| Croatia            | 2011      | 7             | 0            |
| Croatia            | 2012      | 11            | 1            |
| Croatia            | 2013      | 8             | 0            |
| Croatia            | 2014      | 9             | 7            |
| Croatia            | 2015      | 8             | 3            |
| Croatia            | 2016      | 12            | 5            |
| Croatia            | 2017      | 8             | 1            |
| Croatia            | 2018      | 15            | 5            |
| Croatia            | 2019      | 9             | 4            |
| Croatia            | 2020      | 8             | 0            |
| Croatia            | 2021      | 15            | 6            |
| Croatia            | 2022      | 12            | 1            |
| Croatia            | 2023      | 4             | 0            |
| Tổng cộng          | Tổng cộng | 127           | 33           |

### Bàn thắng quốc tế
| #   | Ngày                 | Địa điểm                                            | Đối thủ     | Bàn thắng | Kết quả        | Giải đấu                      |
| --- | -------------------- | --------------------------------------------------- | ----------- | --------- | -------------- | ----------------------------- |
| 1.  | 11 tháng 9 năm 2012  | Sân vận động Nhà vua Baudouin, Bruxelles, Bỉ        | Bỉ          | 0-1       | 1–1            | Vòng loại FIFA World Cup 2014 |
| 2.  | 31 tháng 5 năm 2014  | Sân vận động Gradski vrt, Osijek, Croatia           | Mali        | 1–0       | 2–1            | Giao hữu                      |
| 3.  | 31 tháng 5 năm 2014  | Sân vận động Gradski vrt, Osijek, Croatia           | Mali        | 2–0       | 2–1            | Giao hữu                      |
| 4.  | 18 tháng 6 năm 2014  | Arena da Amazônia, Manaus, Brasil                   | Cameroon    | 0–2       | 0–4            | FIFA World Cup 2014           |
| 5.  | 23 tháng 6 năm 2014  | Arena Pernambuco, Recife, Brasil                    | México      | 1–3       | 1–3            | FIFA World Cup 2014           |
| 6.  | 13 tháng 10 năm 2014 | Sân vận động Gradski vrt, Osijek, Croatia           | Azerbaijan  | 2–0       | 6–0            | Vòng loại UEFA Euro 2016      |
| 7.  | 13 tháng 10 năm 2014 | Sân vận động Gradski vrt, Osijek, Croatia           | Azerbaijan  | 3–0       | 6–0            | Vòng loại UEFA Euro 2016      |
| 8.  | 16 tháng 11 năm 2014 | San Siro, Milano, Ý                                 | Ý           | 1–1       | 1–1            | Vòng loại UEFA Euro 2016      |
| 9.  | 28 tháng 3 năm 2015  | Sân vận động Maksimir, Zagreb, Croatia              | Na Uy       | 2–0       | 5–1            | Vòng loại UEFA Euro 2016      |
| 10. | 10 tháng 10 năm 2015 | Sân vận động Maksimir, Zagreb, Croatia              | Bulgaria    | 1–0       | 3–0            | Vòng loại UEFA Euro 2016      |
| 11. | 13 tháng 10 năm 2015 | Sân vận động Quốc gia Ta' Qali, Ta' Qali, Malta     | Malta       | 0–1       | 0–1            | Vòng loại UEFA Euro 2016      |
| 12. | 23 tháng 3 năm 2016  | Sân vận động Gradski vrt, Osijek, Croatia           | Israel      | 1–0       | 2–0            | Giao hữu                      |
| 13. | 4 tháng 6 năm 2016   | Sân vận động Rujevica, Rijeka, Croatia              | San Marino  | 6–0       | 10–0           | Giao hữu                      |
| 14. | 17 tháng 6 năm 2016  | Sân vận động Geoffroy-Guichard, Saint-Étienne, Pháp | Séc         | 1–0       | 2–2            | UEFA Euro 2016                |
| 15. | 21 tháng 6 năm 2016  | Sân vận động Bordeaux mới, Bordeaux, Pháp           | Tây Ban Nha | 2–1       | 2–1            | UEFA Euro 2016                |
| 16. | 6 tháng 10 năm 2016  | Sân vận động Loro Boriçi, Shkodër, Albania          | Kosovo      | 5–0       | 6–0            | Vòng loại FIFA World Cup 2018 |
| 17. | 9 tháng 11 năm 2017  | Sân vận động Maksimir, Zagreb, Croatia              | Hy Lạp      | 3–1       | 4–1            | Vòng loại FIFA World Cup 2018 |
| 18. | 8 tháng 6 năm 2018   | Sân vận động Gradski vrt, Osijek, Croatia           | Sénégal     | 1–1       | 2–1            | Giao hữu                      |
| 19. | 26 tháng 6 năm 2018  | Rostov Arena, Rostov-on-Don, Nga                    | Iceland     | 2–1       | 2–1            | FIFA World Cup 2018           |
| 20. | 12 tháng 7 năm 2018  | Sân vận động Luzhniki, Moskva, Nga                  | Anh         | 1–1       | 2–1            | FIFA World Cup 2018           |
| 21. | 15 tháng 7 năm 2018  | Sân vận động Luzhniki, Moscow, Nga                  | Pháp        | 1–1       | 2–4            | FIFA World Cup 2018           |
| 22. | 6 tháng 9 năm 2018   | Sân vận động Algarve, Loulé, Bồ Đào Nha             | Bồ Đào Nha  | 1–0       | 1–1            | Giao hữu                      |
| 23. | 8 tháng 6 năm 2019   | Sân vận động Gradski vrt, Osijek, Croatia           | Wales       | 2–0       | 2–1            | Vòng loại UEFA Euro 2020      |
| 24. | 6 tháng 9 năm 2019   | Sân vận động Anton Malatinský, Trnava, Slovakia     | Slovakia    | 2–0       | 4–1            | Vòng loại UEFA Euro 2020      |
| 25. | 16 tháng 11 năm 2019 | Sân vận động Rujevica, Rijeka, Croatia              | Slovakia    | 3–1       | 3–1            | Vòng loại UEFA Euro 2020      |
| 26. | 19 tháng 11 năm 2019 | Sân vận động Aldo Drosina, Pula, Croatia            | Gruzia      | 2–1       | 2–1            | Giao hữu                      |
| 27. | 30 tháng 3 năm 2021  | Sân vận động Rujevica, Rijeka, Croatia              | Malta       | 1–0       | 3–0            | Vòng loại FIFA World Cup 2022 |
| 28. | 1 tháng 6 năm 2021   | Sân vận động Gradski vrt, Osijek, Croatia           | Armenia     | 1–0       | 1–1            | Giao hữu                      |
| 29. | 18 tháng 6 năm 2021  | Hampden Park, Glasgow, Scotland                     | Séc         | 1–1       | 1–1            | UEFA Euro 2020                |
| 30. | 22 tháng 6 năm 2021  | Hampden Park, Glasgow, Scotland                     | Scotland    | 3–1       | 3–1            | UEFA Euro 2020                |
| 31. | 8 tháng 10 năm 2021  | AEK Arena – Georgios Karapatakis, Larnaca, Síp      | Síp         | 1–0       | 3–0            | Vòng loại FIFA World Cup 2022 |
| 32. | 11 tháng 11 năm 2021 | Sân vận động Quốc gia, Ta' Qali, Malta              | Malta       | 1–0       | 7–1            | Vòng loại FIFA World Cup 2022 |
| 33. | 5 tháng 12 năm 2021  | Sân vận động Al Janoub, Al Wakrah, Qatar            | Nhật Bản    | 1–1       | 1–1 (pso: 3–1) | FIFA World Cup 2022           |

## Danh hiệu

### Câu lạc bộ

#### Borussia Dortmund
- Bundesliga: 2011–12
- DFB-Pokal: 2011–12

#### Vfl Wolfsburg
- DFB-Pokal: 2014–15
- DFL-Supercup: 2015

#### Bayern Munich
- Bundesliga: 2019–20
- DFB-Pokal: 2019–20
- UEFA Champions League: 2019–20

#### Inter Milan
- Serie A:  2020–21
- Coppa Italia: 2021–22
- Supercoppa Italiana: 2021

### Đội tuyển quốc gia
- FIFA World Cup: Á quân 2018, Hạng ba 2022
- UEFA Nations League: Á quân 2023